# 아민 제마옐
아민 피에르 제마옐(Amine Pierre Gemayel, 1942년 1월 22일 ~ )은 외교관 겸 정치가를 지낸 前 레바논 대통령이다.